# Concílio de Hatfield
O Concílio de Hatfield foi um concílio cristão realizado em 680 d.C. na cidade inglesa de Hatfield para decidir a opinião do ramo britânico da ortodoxia da Igreja sobre o monotelismo. 

## O concílio
João de São Pedro, um colega de Bento Biscop da Abadia de Wearmouth-Jarrow, foi o enviado do papa Agatão. O Arcebispo Teodoro liderou o concílio, que rejeitou o monotelismo em favor de uma visão cristológica ortodoxa de que Jesus tem duas vontades distintas, correspondentes às suas duas naturezas (a humana e a divina). O concílio de Hatfield também foi um dos que incluíram a Cláusula Filioque no Credo de Niceia.